# 石头城遗址 (沽源县)
石头城遗址又称石头城古城遗址位于河北省张家口市沽源县小河子乡石头城村。2008年，列为河北省第五批文物保护单位。
自忽必烈起，元朝皇帝在元上都（在今内蒙古自治区锡林郭勒盟正蓝旗）、元大都（在今北京市）之间，定期巡幸。元上都、元大都之间，有四条道路，十八处驛站。此处遗址为黑谷道（俗称辇道）的牛群头驿所在。牛群头又称失八儿秃，意思是有泥淖的地方。遗址东边是葫芦河，因葫芦河无固定河床，故此地在春夏之季泥淖遍地。
石头城遗址为边长200米的正方形。城址开南门，内有明显建筑遗址。四周大范围地域内有元代遗迹，地表散落元代瓷片。遗址西南的山坡上有被盗的元代墓葬，不封不树，墓表用石头围成一个圆圈。此外，有木炭堆积墓、石板墓等。